# Шодне сир Мозел
Шодне сир Мозел (фр. Chaudeney-sur-Moselle) насеље је и општина у североисточној Француској у региону Лорена, у департману Мерт и Мозел која припада префектури Тул.
По подацима из 2011. године у општини је живело 678 становника, а густина насељености је износила 81,29 становника/km². Општина се простире на површини од 8,34 km². Налази се на средњој надморској висини од 212 метара (максималној 311 m, а минималној 202 m).

## Демографија
| 1962. | 1968. | 1975. | 1982. | 1990. | 1999. | 2011. |
| ----- | ----- | ----- | ----- | ----- | ----- | ----- |
| 361   | 419   | 526   | 530   | 623   | 661   | 678   |

График промене броја становника у току последњих година